# Iglesia de San Bartolomé (Marne)
La iglesia de San Bartolomé es un templo en Marne, localizada a 15 km al suroeste de Bérgamo, Italia.
De estilo románico, empezó a construirse el siglo XII. Hoy se trata de una edificación nueva que sustituyó a la anterior iglesia, de la cual se conserva solamente el ábside.
San Bartolomé es patrón de esta iglesia, donde fue bautizado monseñor Mauricio Malvestiti, obispo del Diócesis de Lodi.

## Descripción
Se trata de un templo estilo románico que data de la primera mitad de 1100.
El edificio original se ha mantenido en casi perfecto estado, o sea el ábside semicircular, particularmente interesante para la ornamentación externa que lo caracteriza.
La estructura arquitectónica del edificio consta de una nave que culmina en el ábside que presenta, en el interior, trazas de frescos de difícil datación.
Han realizado en la iglesia muchas renovaciones y expansiónes en los siglos XIX y XX y el ábisde fue restaurada entre 1984 y 1988.

## Galería fotográfica

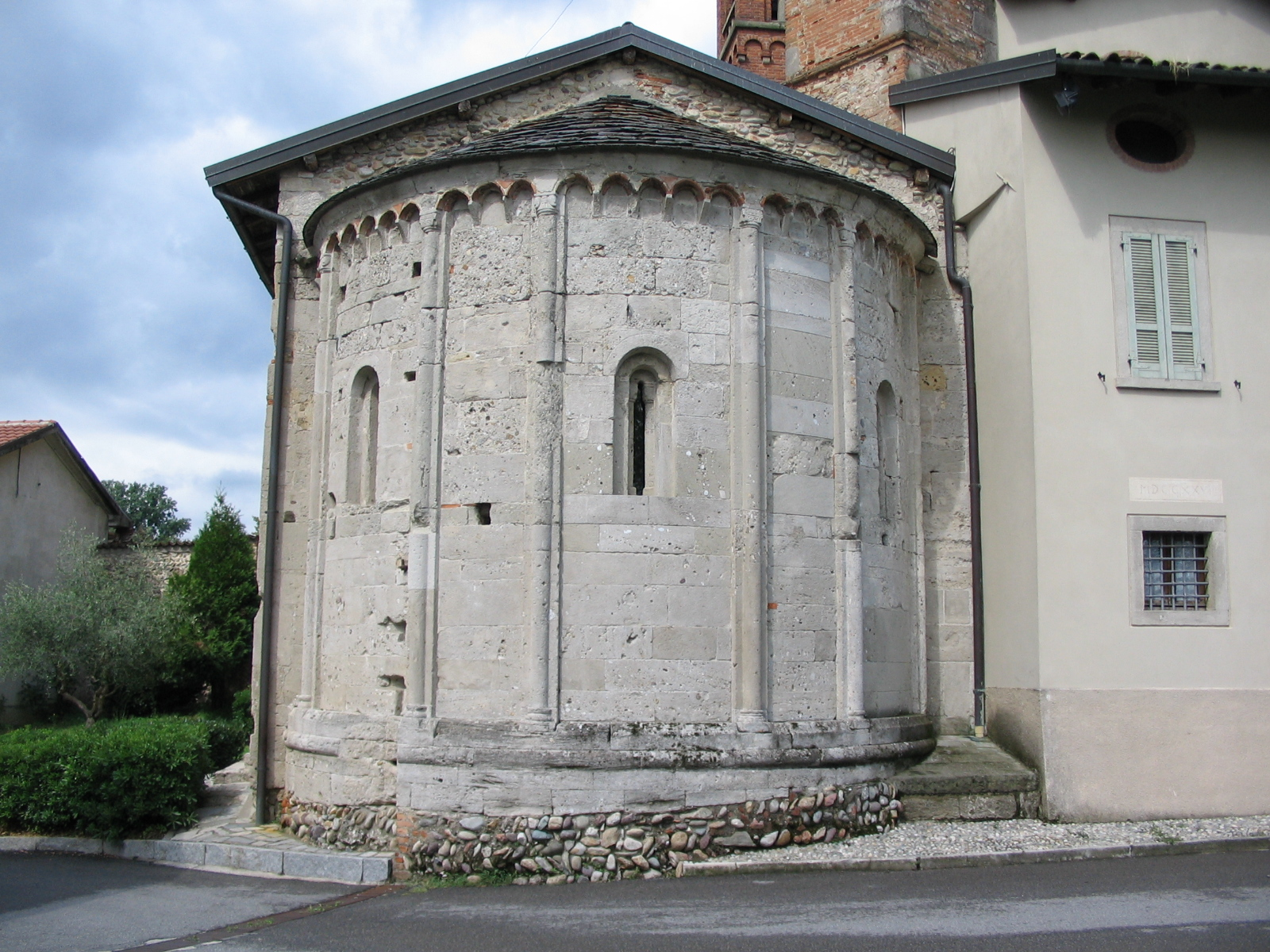
El antigo ábside
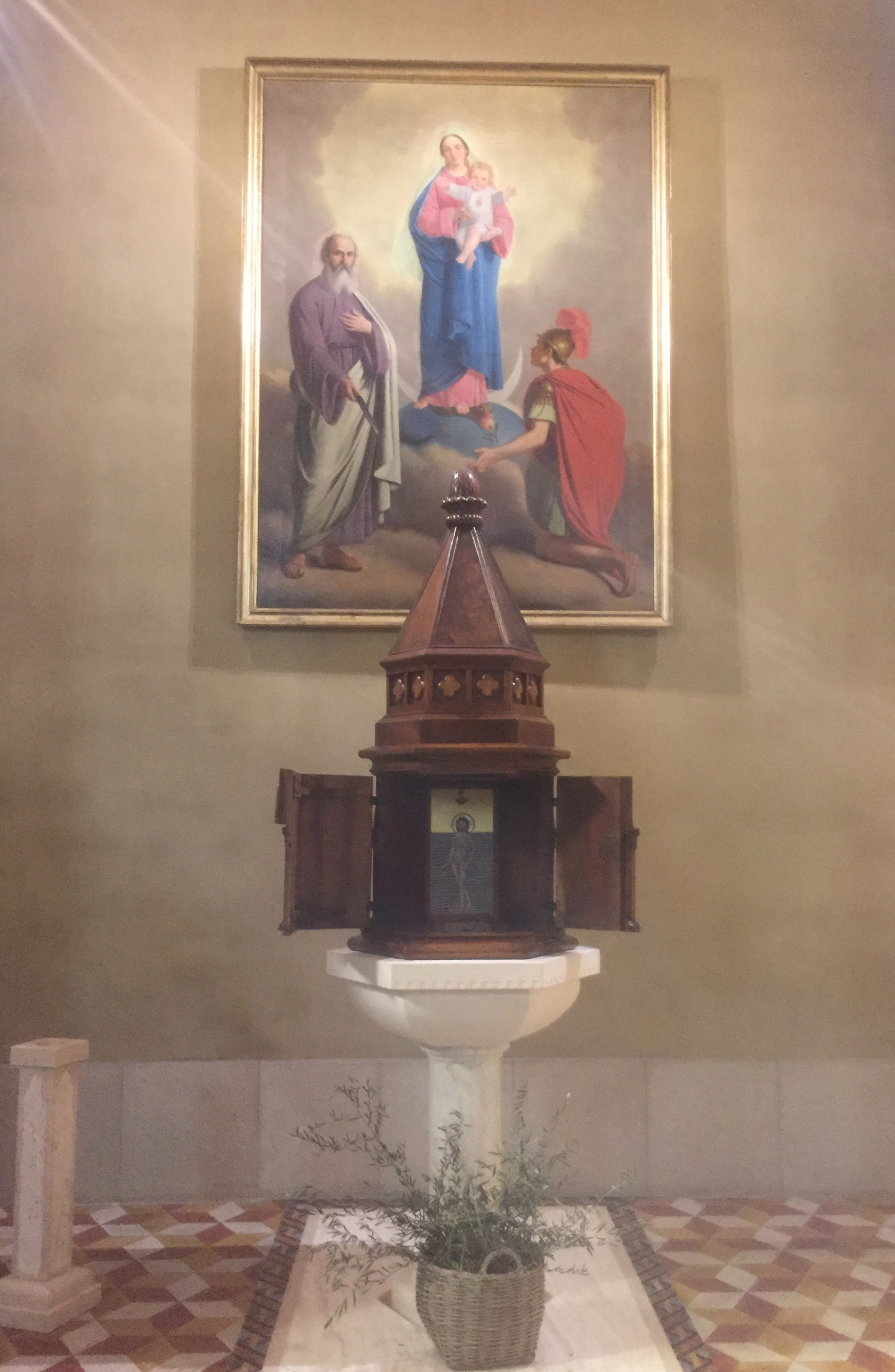
La pila bautismal